# Loca FM
Pour les articles homonymes, voir Fun Radio (homonymie).
Loca FM (anciennement Fun Radio) est une station de radio nationale espagnole au format musical dancefloor, électro et house qui couvre une grande partie de l'Espagne et les Îles Canaries (Tenerife). Selon le dernier sondage datant de novembre 2018, elle compte environ 100 000 auditeurs journaliers. Passant de 23 fréquences au 1er janvier 2015 à 35 fréquences à ce jour, Loca FM est la radio d’Espagne au format dancefloor / électro / house qui détient le plus de fréquences.

## Historique
En 1998, la radio est créée sous le nom de Loca FM.

### 2012: Fun Radio Espagne
Rebaptisée le 17 septembre 2012 Loca Fun Radio à la suite d'un accord de licence avec Fun Radio France, propriété du groupe RTL. Le patron de Fun Radio France de l'époque, Jérôme Fouqueray indique que la station est « une radio espagnole pour les Espagnols, avec la même recette, les mêmes valeurs, le même territoire de marque, les mêmes artistes stars » que Fun Radio France et compte faire figurer la marque Fun Radio dans le top 5 des radios musicales en Espagne.
Le 1er avril 2013, Loca Fun Radio devient Fun Radio Espagne. C'est la grille de la station sur cette année. Les DJs en italique mixent pour l'émission Party Fun.
| Temps | Lundi-Jeudi                        | Vendredi                           | Samedi                    | Dimanche                       |
| ----- | ---------------------------------- | ---------------------------------- | ------------------------- | ------------------------------ |
| 7h    | El exorcista (Carlitos Way)        | El exorcista (Carlitos Way)        | Formula Fun               | Formula Fun                    |
| 10h   | Formula Fun (plusieurs animateurs) | Formula Fun (plusieurs animateurs) | Formula Fun               | Funvintage                     |
| 12h   | Formula Fun (plusieurs animateurs) | Formula Fun (plusieurs animateurs) | Funlist 50 (Tony Loarces) | Formula Fun                    |
| 15h   | Formula Fun (plusieurs animateurs) | Formula Fun (plusieurs animateurs) | Formula Fun               | Formula Fun                    |
| 16h   | Formula Fun (plusieurs animateurs) | Asier Torres                       | Formula Fun               | Formula Fun                    |
| 18h   | Formula Fun (plusieurs animateurs) | Marcos DJ                          | Formula Fun               | Eurodance 25 (Jesus Taltavull) |
| 19h   | Formula Fun (plusieurs animateurs) | Alex DC                            | Formula Fun               | Eurodance 25 (Jesus Taltavull) |
| 20h   | Dedifun (Tony Loarces)             | Tony Loarces                       | Formula Fun               | Radio New York                 |
| 21h   | Dedifun (Tony Loarces)             | Neil                               | Submission                | Miami Sound Experience         |
| 22h   | Neil                               | Neil                               | Guest DJ                  | Nicky Romero                   |
| 23h   | Neil                               | Miami Sound Experience             | Guest DJ                  | Paul Van Dyk                   |
| 0h    | Guest DJ                           | Akon                               | Guest DJ                  | Sonido dancefloor NON-STOP     |
| 1h    | Sonido dancefloor NON-STOP         | Akon                               | Guest DJ                  | Sonido dancefloor NON-STOP     |
| 2h    | Sonido dancefloor NON-STOP         | Adrien                             | Mico                      | Sonido dancefloor NON-STOP     |
| 6h    | Sonido dancefloor NON-STOP         | Formula Fun                        | Formula Fun               | Sonido dancefloor NON-STOP     |

Et c'est la nouveau grille des fevrier 2014.
| Temps | Lundi-Jeudi                                       | Vendredi                                          | Samedi                     | Dimanche                   |
| ----- | ------------------------------------------------- | ------------------------------------------------- | -------------------------- | -------------------------- |
| 7h    | Morning Fun (Tony Loarces)                        | Morning Fun (Tony Loarces)                        | Adrien                     | Sonido dancefloor NON-STOP |
| 8h    | Morning Fun (Tony Loarces)                        | Morning Fun (Tony Loarces)                        | Sonido dancefloor NON-STOP | Sonido dancefloor NON-STOP |
| 10h   | Sonido dancefloor NON-STOP (plusieurs animateurs) | Sonido dancefloor NON-STOP (plusieurs animateurs) | Sonido dancefloor NON-STOP | Sonido dancefloor NON-STOP |
| 12h   | Sonido dancefloor NON-STOP (plusieurs animateurs) | Sonido dancefloor NON-STOP (plusieurs animateurs) | Sonido dancefloor NON-STOP | Sonido dancefloor NON-STOP |
| 15h   | Sonido dancefloor NON-STOP (plusieurs animateurs) | Sonido dancefloor NON-STOP (plusieurs animateurs) | Sonido dancefloor NON-STOP | Sonido dancefloor NON-STOP |
| 16h   | Sonido dancefloor NON-STOP (plusieurs animateurs) | Asier Torres                                      | Sonido dancefloor NON-STOP | Sonido dancefloor NON-STOP |
| 18h   | Sonido dancefloor NON-STOP (plusieurs animateurs) | Marcos DJ                                         | DJs différentes            | Sonido dancefloor NON-STOP |
| 19h   | Funlist (Tony Loarces)                            | Alex DC                                           | DJs différentes            | Sonido dancefloor NON-STOP |
| 20h   | Neil                                              | Tony Loarces                                      | Abel Ramos                 | Radio New York             |
| 21h   | Neil                                              | Neil                                              | Submission                 | Miami Sound Experience     |
| 22h   | Neil                                              | Neil                                              | Guest DJ                   | Nicky Romero               |
| 23h   | 50 sombras de Way (Carlitos Way)                  | Miami Sound Experience                            | Guest DJ                   | Paul Van Dyk               |
| 0h    | 50 sombras de Way (Carlitos Way)                  | Quentin Mosimann                                  | Guest DJ                   | Sonido dancefloor NON-STOP |
| 1h    | 50 sombras de Way (Carlitos Way)                  | Quentin Mosimann                                  | Guest DJ                   | Sonido dancefloor NON-STOP |
| 2h    | Sonido dancefloor NON-STOP                        | Quentin Mosimann                                  | Mico                       | Sonido dancefloor NON-STOP |
| 4h    | Sonido dancefloor NON-STOP                        | Adrien                                            | Mico                       | Sonido dancefloor NON-STOP |

### 2015: Retour à Loca FM
En septembre 2014, la station locale de Orense en Galice quitte le réseau Fun Radio Espagne et se renomme Cool FM, les prémices d'un effritement du réseau espagnol qui jette le doute sur l'avenir de Fun Radio Espagne.
Le 1er janvier 2015 à minuit, Fun Radio redevient Loca FM. Dès lors, à la suite du retour de Loca FM, certaines émissions changent de noms. Le Morning Show devient La matinal Loca, Party Fun devient Loca session et l’émission du soir 50 sombras de way fait son retour. Les émissions de mix que Loca FM diffusait jusqu'en 2012 font à nouveau partie de la nouvelle grille de Loca FM comme Repose, Solo Puga, Watts Shake, Bee Live World, House deluxe entre autres.

## Identité visuelle (logo)

Évolution du logo
Logo de Loca FM de 1998 à septembre 2012.
Logo de Loca Fun Radio de septembre 2012 au 1er avril 2013.
Logo de Fun Radio de avril 2013 à janvier 2015.
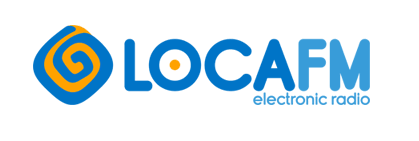
Logo de Loca FM du janvier 2015 jusqu'en 2016
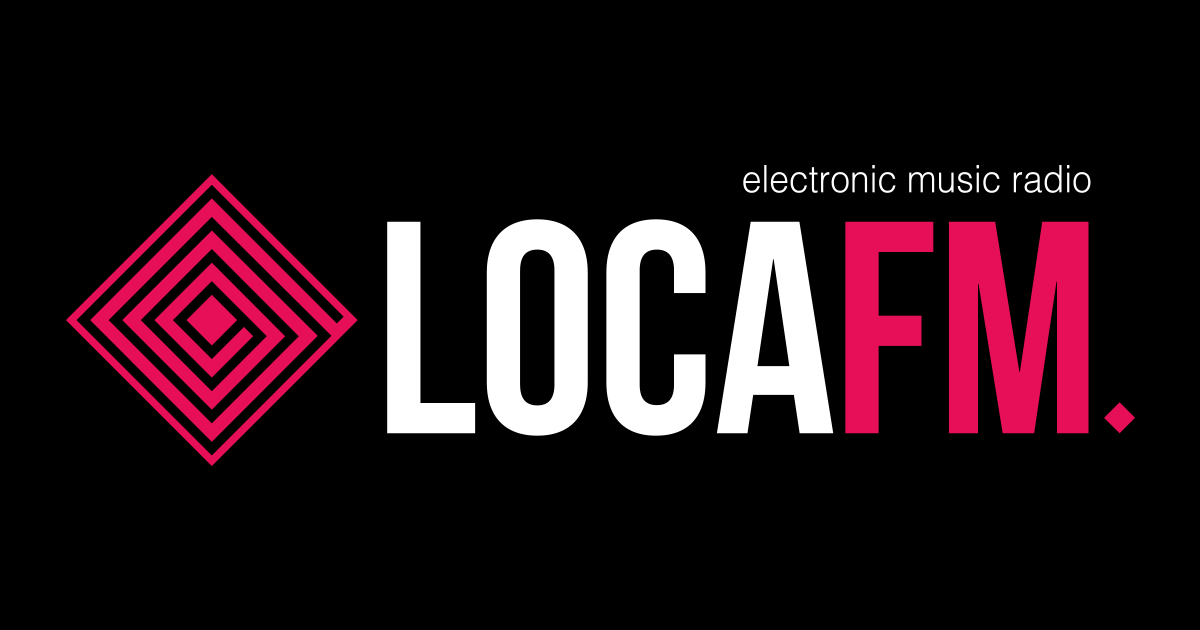
Logo actuel

## Fréquences FM
Liste non exhaustive des fréquences de Loca FM:
| Localisation           | Fréquence         |
| ---------------------- | ----------------- |
| Burgos                 | 96.4              |
| Salamanca              | 108.0             |
| Donosti                | 94.1              |
| Madrid                 | 96.0              |
| Teruel                 | 99.0              |
| Sagunto                | 105.3             |
| Valencia               | 106.9             |
| Almería                | 104.4             |
| Santa Cruz de Tenerife | 91.9              |
| La Laguna              | 95.8              |
| San Miguel de Abona    | 98.7              |
| Arona                  | 97.5              |
| Costa Adeje            | 96.2              |
| Murcia                 | 92.4              |
| Manzanares             | 98.0              |
| Torrevieja y Costa     | 104.6             |
| Cartagena              | 94.2              |
| Ibiza                  | 105.2             |
| Tarragona              | 102.1             |
| La Gomera              | 96.2              |
| Barcelona              | 103.0             |
| Orihuela               | 87.7              |
| Formentera             | 107.6             |
| Costa Cálida           | 94.2              |
| Cordoba                | 88.9              |
| Elche                  | 104.6             |
| Mallorca               | 98.2              |
| Madridejos             | 106.6             |
| Puebla de Almoradiel   | 98.1              |
| Loca la Mancha         | 90.9              |
| Vigo                   | 88.4 Proximamente |
| Pontevedra             | 94.3 Proximamente |
| Sévilla                | Proximamente      |
| Alicante               | En Pruebas        |